# A szállítmány (film, 2009)
A szállítmány (eredeti cím: Armored) 2009-ben bemutatott amerikai akció-thriller, melyet Antal Nimród rendezett és James V. Simpson írt. A főszerepet Matt Dillon, Jean Reno, Laurence Fishburne, Amaury Nolasco, Milo Ventimiglia, Skeet Ulrich és Columbus Short alakítja.
A filmet az Amerikai Egyesült Államokban 2009. december 4-én mutatták be.

## Cselekmény
Egy páncélozott teherautókkal foglalkozó cég újonc őrét veterán munkatársai arra kényszerítik, hogy ellopjon egy 42 millió dollárt tartalmazó teherautót. A látszólag hibátlan terv azonban feloszlatja a csapatot, ami végzetes következményekkel jár.

## Szereposztás
| Szerep                    | Színész            | Magyar hangja (1. szinkron) |
| ------------------------- | ------------------ | --------------------------- |
| Tyler „Ty” Hackett        | Columbus Short     | Papp Dániel                 |
| Mickey „Mike” Cochrane    | Matt Dillon        | Kőszegi Ákos                |
| Baines                    | Laurence Fishburne | Vass Gábor                  |
| Quinn                     | Jean Reno          | Berzsenyi Zoltán            |
| Dobbs                     | Skeet Ulrich       | Gubányi György István       |
| Palmer                    | Amaury Nolasco     | Holl Nándor                 |
| Jake Eckehart rendőrtiszt | Milo Ventimiglia   | Moser Károly                |
| Duncan Ashcroft           | Fred Ward          | Végvári Tamás               |
| Jimmy Hackett             | Andre Kinney       | N/A                         |

## A film készítése
2006 októberében jelentették be, hogy a Screen Gems megszerezte a Szállítmány című film forgatókönyvét. 2007 októberében kiderült, hogy Matt Dillon és Columbus Short lesz a film főszereplője.
A forgatásra Los Angelesben került sor.

## Fordítás
- Ez a szócikk részben vagy egészben  az   Armored (film) című angol Wikipédia-szócikk fordításán alapul.  Az eredeti cikk szerkesztőit annak laptörténete sorolja fel. Ez a jelzés csupán a megfogalmazás eredetét és a szerzői jogokat jelzi, nem szolgál a cikkben szereplő információk forrásmegjelöléseként.